# Jamboina ramosa
Jamboina ramosa är en fjärilsart som beskrevs av Paul E. Whalley 1971. Jamboina ramosa ingår i släktet Jamboina och familjen Thyrididae. Inga underarter finns listade i Catalogue of Life.